# 高山砂蘚
高山砂蘚（学名：Racomitrium sudeticum）为紫萼蘚科砂蘚屬下的一个种。

## 扩展阅读
- 維基物種上的相關：高山砂蘚